# La mascherata
La mascherata es una ópera en 2 actos con un libreto de Alberto del Pizzo  puesto en metro músico por Lan Adomián.

## Acción

### Primer Acto
Acción del primer acto

### Segundo Acto
Acción del segundo acto

## Datos históricos
La ópera fue compuesta en 1969

## Literatura complementaria
- Diccionario de la música española e hispanoamericana (DMEH), obra auspiciada por la Sociedad General de Autores y Editores (SGAE) y por el Instituto Nacional de las Artes Escénicas y de la Música (INAEM) del Ministerio de Educación, Cultura y Deporte de España.
- Octavio Sosa: Diccionario de la ópera mexicana. México: Consejo Nacional para la Cultura y las Artes 2003.
- Gabriel Pareyón: Diccionario de Música en México. México: Secretaría de Cultura de Jalisco 1995.

## Enlaces
- http://www.schirmer.com/default.aspx?TabId=2420&State_2874=2&workId_2874=23755
- http://www.schirmer.com/default.aspx?TabId=2419&State_2872=2&composerId_2872=16
- http://www.jstor.org/pss/741815
- https://web.archive.org/web/20080609225641/http://ramonfernandez.revistaperito.com/Lan%20Adomian.htm

- Datos: Q2834860